# Kurt Christ

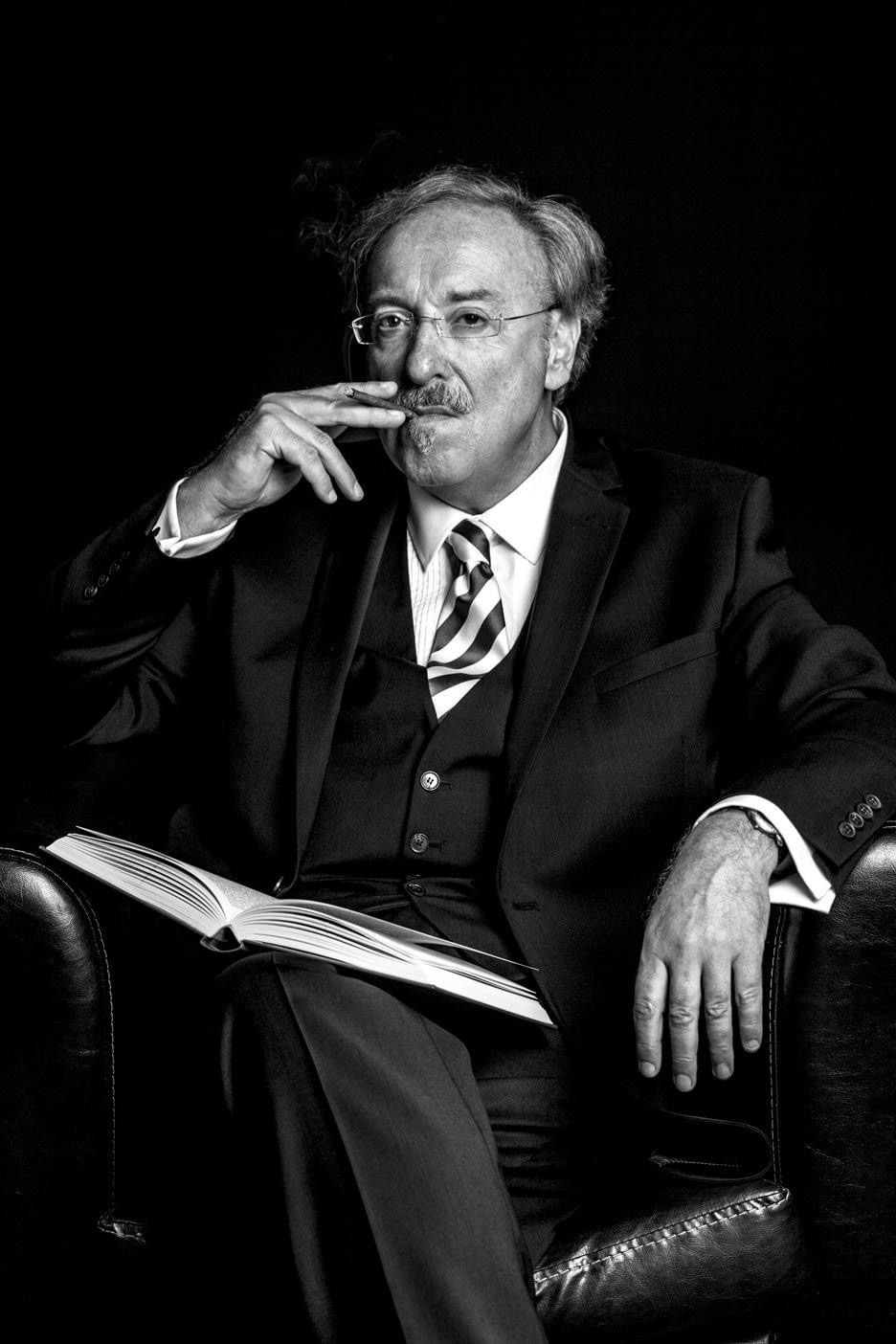
Kurt Christ (2019)

Kurt Christ (* 1955 in Aachen) ist ein deutscher Philosoph, Autor, Sänger und Entertainer.

## Leben und Wirken

### Jugend und Ausbildung
Christs Vater war Restaurator und seine Mutter eine Verwandte des Dichters Josef Ponten. Neben seinem Abitur nahm er Schauspielunterricht bei Hugo Fischer, Anita Schumacher-Loeblein und Inge Meysel und trat für kurze Zeit als Schauspieler in diversen Theatern und kleinen Filmrollen auf. Anschließend studierte er in Köln und Aachen Philosophie, Theaterwissenschaften, Germanistik und Pädagogik, schloss seine Staatsexamina ab und promovierte 1986 an der RWTH Aachen zum Doctor philosophiae (Dr. phil.). Das Thema seiner Dissertation war Das Ende des Gottesbeweises: Die Genese und der Verlauf des Spinozastreits zwischen Friedrich Heinrich Jacobi (1743–1819) und Moses Mendelssohn (1729–1786).

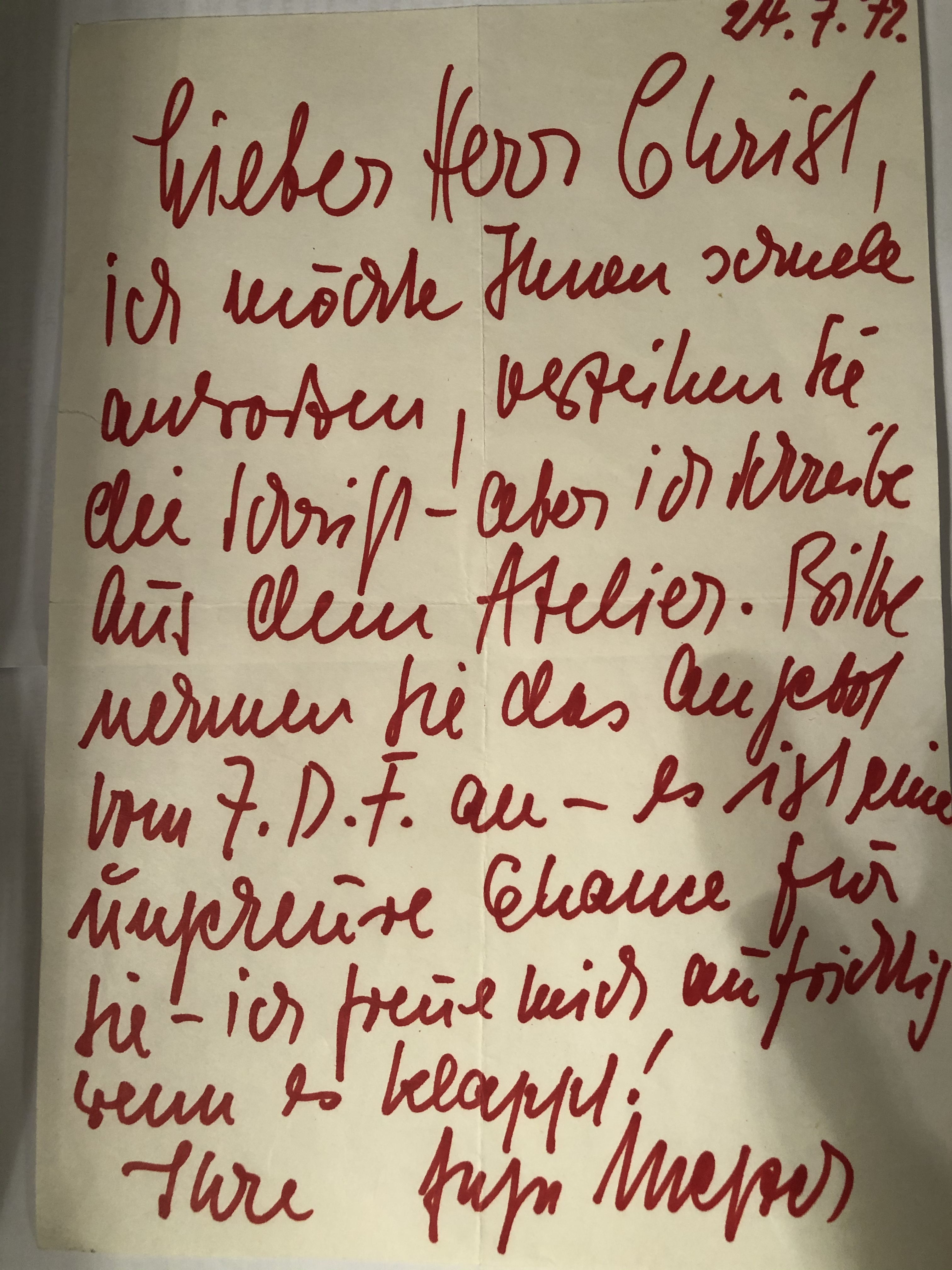
Schreiben Inge Meysel an Kurt Christ (1972)

### Wissenschaftliche Arbeit
Daraufhin arbeitete Christ zunächst an seiner Alma Mater als wissenschaftlicher Assistent und wissenschaftlicher Redakteur. Zentrales Thema seiner Autorentätigkeit war die Auseinandersetzung mit Leben und Werk des Düsseldorfer Philosophen Friedrich Heinrich Jacobi. Ermöglicht wurde diese Forschungsarbeit durch Stipendien der Fritz Thyssen Stiftung und der Alfried Krupp von Bohlen und Halbach-Stiftung in Zusammenhang mit der Jacobi-Forschungsstelle des Goethe-Museums Düsseldorf, deren Leiter er war.
Als freier Schriftsteller und Wissenschaftsjournalist verfasste Christ Publikationen über u. a. Jacobi, Johann Wolfgang von Goethe, Johann Georg Hamann, Thomas Mann und Josef Ponten für philosophische und germanistische Fachorgane, sowie Beiträge in diversen Fachzeitschriften, Ausstellungskatalogen und Fachlexika, etwa für Philobiblon, das Goethe-Jahrbuch oder Euphorion.

### Karriere als Sänger und Entertainer
Im Jahr 2012 hatte Christ sein Debüt bei der Sessionseröffnung des Aachener Karnevalsvereins gegr. 1859 e.V. (AKV) mit Gans janz anders. Seitdem trat er auf zahlreichen Sitzungen und karnevalistischen Veranstaltungen in Köln und Aachen auf; dazu gehören etwa Auftritte bei der vom AKV ausgetragenen und vom WDR ausgestrahlten jährlichen Verleihung des Ordens wider den tierischen Ernst.
Sein Debütalbum Auftakt veröffentlichte Christ im Jahr 2013 über das Label Frap Records. Dieses wurde von Christ mit dem Produzenten Frank Stumvoll komponiert und aufgenommen. Im darauffolgenden Jahr lernte er Meinolf Bauschulte kennen, mit dem er seitdem Lieder und Chansons schreibt und aufnimmt. 2016 folgte das zweite Album Konfetti überall.

## Auszeichnungen
- 2019: Königstein-Kette des AKV für seinen außerordentlichen Einsatz für das karnevalistische Brauchtum[14]
- 2018: Goldene Venezia des Karnevalvereins Regenbogen Venezia
- 2017: Rudi-Steinmetz-Orden der KG Eulenspiegel Aachen 1907[15]

## Veröffentlichungen (Auswahl)

### Fachbücher
- 1988: Jacobi und Mendelssohn: Eine Analyse des Spinozastreits, Königshausen & Neumann, Würzburg, ISBN 9783884793671
- 1998: Friedrich Heinrich Jacobi. Rousseaus deutscher Adept. Rousseauismus in Leben und Frühwerk Friedrich Heinrich Jacobis, Königshausen & Neumann, Würzburg, ISBN 9783826015199

### Sonstige Publikationen
- 1985 (mit Klaus Hammacher): Friedrich Heinrich Jacobi: (1743–1819); Düsseldorf als Zentrum von Wirtschaftsreform, Literatur u. Philosophie im 18. Jh. Droste Verlag, Düsseldorf, ISBN 9783770006847 (Ausstellungskatalog)
- 1986: Das Ende des Gottesbeweises: die Genese und der Verlauf des Spinozastreits zwischen Friedrich Heinrich Jacobi (1743–1819) und Moses Mendelssohn (1729–1786), RWTH Aachen (Dissertation)
- 1988 (mit Renate Knoll, Peter Rohs & Henri Velduis): Johann Georg Hamann 1730–1788. Quellen und Forschungen, Kulturstiftung der deutschen Vertriebenen, Bonn, ISBN 9783885570622
- 1991: Bewahren durch Entsagen: das Jacobi-Depositum im Goethe-Museum Düsseldorf, Goethe-Museum, Düsseldorf, Hrsg. Jörn Göres
- 1993: Friedrich Heinrich Jacobi (1743–1819) – Hofkammerrat, Philosoph und Literat, Goethe-Museum, Düsseldorf
- 1993: Von Goethes Werther zu Jacobis Woldemar: ein biographischer Abriß im Spannungsfeld der Rheinreisen Goethes von 1772 und 1774, erschienen in: Philobiblon, Stuttgart, Bd. 37, Nr. 4, S. 350–372

### Musikalben
- Auftakt, Frap Records, 2013
- Konfetti überall, 2016